# Litoral de Atacama
Litoral de Atacama is een provincie in het departement Oruro in Bolivia, niet te verwarren met de historische provincie Litoral. De provincie heeft een oppervlakte van 2894 km² en heeft 10.409 inwoners (2012). De hoofdstad is Huachacalla.
Litoral de Atacama is verdeeld in vijf gemeenten:
- Cruz de Machacamarca
- Escara
- Esmeralda
- Huachacalla
- Yunguyo del Litoral

Atahuallpa · 
Carangas · 
Cercado · 
Eduardo Avaroa · 
Ladislao Cabrera · 
Litoral de Atacama · 
Nor Carangas · 
Pantaléon Dalence · 
Poopó · 
Puerto de Mejillones · 
Sajama · 
San Pedro de Totora · 
Saucarí · 
Sebastián Pagador · 
Sud Carangas · 
Tomas Barrón